# 早期英語教育
早期英語教育（そうきえいごきょういく）とは、英語学習を、早期（中学校入学前）に行うこと。

## 歴史
小学校段階での英語教育の導入は、日本では明治時代より導入論が存在した。教育者の伊藤長七（東京府立第五中学校校長）は、1909年に発表した「小学校に於ける英語科」の論文で、
と述べ、今後の国際化を予見した導入論を主張している。
1986年4月22日に臨時教育審議会が出した「教育改革に関する第二次答申」で英語教育の開始時期について検討を進めることが明記された。
1996年7月19日、中央教育審議会は、「21世紀を展望した我が国の教育の在り方について」、小学校段階での外国語教育について、教科として一律に実施する方法は採らないが、総合的な学習の時間や特別活動の時間などを利用して、英会話や外国の生活文化などに慣れ親しむことが必要であると答申した。
2002年6月に提出された「経済財政運営と構造改革に関する基本方針2002」（「骨太の方針 2002」）に基づき、2003年3月、文部科学省は「英語が使える日本人」の育成のための行動計画を発表、総合的な学習の時間などで行われている小学校の英会話活動を支援するため、外国語指導助手（ALT）、英語に堪能な地域人材への特別非常勤講師制度の適用することを目標とした。平成15年度から、構造改革特区制度を用いた構造改革特別区域研究開発学校設置事業が始められた。
2006年3月27日に、中央教育審議会外国語専門部会が示した「小学校における英語教育について（外国語専門部会における審議の状況）（案）」が出さ
れた際、小学校5年生からの英語教育が必修化されるのではないかといった、ことが報道され、その是非について大きな論争となった。
2008年3月告示の小学校学習指導要領で、2011年4月より小学校5,6年生を対象とした外国語活動（英語）の導入がなされ、移行措置期間である2009年4月以降、多くの小学校が前倒しで外国語活動の実施を始めた。
2008年12月、文部科学省は、小学校教員採用試験に外国語活動に係る内容を盛り込むよう通知を出した。
文部科学省は、2011年4月からの小学校外国語活動本格実施を前に、共通教材として小学校5,6年生に対して英語ノートを配布、外国語活動の先行実施をしている小学校では同ノートの使用率は99.1%と定着していたが、民主党政権時代に、行政刷新会議による事業仕分けの結果、英語ノートは2012年度より廃止され、新たな外国語活動教材の開発・作成を行うと方針変換をした。
文部科学省は、2013年12月13日、グローバル化に対応した英語教育改革実施計画を発表、その中に小学校英語の教科化実施計画として、小学校の中学年でコミュニケーション能力の素地を養うための活動型の授業を1週間に1コマから2コマ程度、高学年では教科型の授業を3コマ程度実施し、初歩的な英語の運用能力を養うとした。
2014年2月4日、2020年の東京オリンピック・東京パラリンピックを見据えた、新たな英語教育計画の方向性についての具体化に向けた有識者会議の設置が決定された。

## 導入への是非について
早期英語教育の導入については、英語教育関係者、小学校教員、保護社、マスコミ等で賛否両論が言われている。
中嶋嶺雄国際教養大学学長（元東京外国語大学学長）は、「国際社会のコミュニケーションでは英語が使われることから、英語でコミュニケーションができるように、情操教育や語学教育は頭が柔軟なうちから始める必要がある」として、小学校低学年からの英語活動導入、高学年での教科化を提唱している。また、中島和子名古屋外国語大学教授は、カナダや欧米で行われている「バイリンガル教育」を参考に、早期英語教育の必要性を説くとともに、「外国語だけでなく母語も伸びる可能性が高い」と指摘した。渡邉寛治文京学院大学教授は、アングロサクソン系の言語を話す人々はコミュニケーションを重視する文化を持っており、ALT等との英語活動は小学生の「自己決定・行動力」を培う効果があること、日本語によるコミュニケーションは自らの意思を表現する発想がどちらかといえば希薄であること、「自己決定・行動力」が求められるコミュニケーション活動は、日本の国語教育に欠けており、超えられない壁だとしている。
一方、言語獲得の臨界期説などに対して反対がある。大津由紀雄慶應義塾大学教授は、「英語環境での英語獲得と日本語環境での英語学習は、英語との接触の仕方、接触する英語の質と量、動機付け、獲得、達成度に違いが見られ、両者を区別なく論じることは危険である」としている。鳥飼玖美子立教大学教授は、臨界期とされる年齢以降に英語を身につけた例をあげて、「英語早期教育よりも母語（国語）の教育が重要で、中学高校での英語教育が重要だ」と説いた。馬場哲生東京学芸大学准教授は、年齢とともに言語習得機能が低下しても、分析力や論理的思考力が高まることで、第二言語も相当程度習得可能であること、第一言語で習得された語彙、文法などの知識が第二言語で生かされる可能性があるとして、英語の学習開始が遅くてもよいと考えることもできるとしている。行方昭夫東京大学名誉教授も小学校3年からの英語教育、中高での英語教育は英語を用いるべしという文科省の方針は改悪だという。既に「文法と訳読だけの授業」が行われておらず、実情を知らずに「放言」している人が多いという。帰国子女が皆ペラペラというのも嘘で、母語と隔たりのある外国語を身に付けようとするのには大きな壁があるともいい、そもそも若者が英語を勉強しないのは日本社会では大学教育まで必要がないからで、「英語が出来て、仕事が出来ない」のと「仕事が出来て、英語が出来ない」のとどっちがいいのかと問題提起している。
外国語を通じてコミュニケーション能力育成を図る目標について、小学校から開始することへの疑問や、なぜ英語なのかという疑問も出されている。宮﨑修二対日貿易投資交流促進協会理事長は、幼い頃から英語を学べば国際理解が深まるというのは飛躍した論理であり、国際理解のためには、まず身の回りの人々への他者理解から始まり、年齢とともに発達し、培われるものではないとして、国際理解やコミュニケーション能力涵養に対して、英語学習を特別視することに疑問を呈した。また英語学習と国際理解の関連が不明確であり、なぜ英語でなければならないか議論がされないままでは英語優越主義がもたらされかねないとした。
学校教育によって日本人全員が実践的な英語運用能力を身につけることは無理な目標設定であるという指摘がある。前述の渡邉寛治も、「財界からの要望である英語を自由に使える人材は、全体のうちわずかなものであり、義務教育ではそれ以外の大多数の人々をきちんと押さえて議論する必要がある」としている。藤原正彦お茶の水女子大学名誉教授は、「英語を流暢に使える層も5%程度は必要であるが、それ以外の大多数の日本人が、同様に英語を話せるようになる必要はない」と批判し、小学校からの英語必修化を否定して、国語教育の重要性を説いている。小学校での英語教育は、教育体制、教員の英語力、限られた授業時数からでは効果が期待できず、国語習熟との共倒れの危険性を指摘する意見もある。

## 指導体制への課題
早期英語教育のための研修は、指導主事や地域での研修指導担当者向けに教職員支援機構で行われるものと、各地方自治体の教育センターが実施している。平成20年度には小学校英語活動中核教員への研修は45県で行われ、その平均日数は3.0日であった。また対象者数では5-10%未満である県が20県と最も多かった。また、校内研修を実施している学校は全体の半数以下となっている。ALT等外国語指導助手が中心に指導している学校ほど研修を実施していない割合が高く、ALT任せの状態となっていた。
全国の大学の小学校教員養成課程で外国語を指導する教員養成についての制度的な確立はできていない。小学校での英語教育により中学入学前に英語嫌いとなる懸念もあり、質の高い教員養成が重要であり、大学の教員養成課程における小学校英語教育に関する授業科目の新設、英語科教授法を教える大学教員の十分な確保、それを実施するための予算確保の必要性が言われている。
英語の専任教員を配置していない教育委員会も多く、ALTも全国で約4000人しかいない。文科省が2007年に行った調査では、高学年の英語教育で、指導に当たっている教員のおよそ9割が学級担任だったという。また、全国の小学校教諭で、英語の教員免許を持っているのは、わずか3%程度だった。当時の文科省幹部は「ほとんどの先生は、英語の授業についての経験がない」と指摘している。
ALTの活用状況には自治体の財政状況による差が大きく見られ、読売新聞が平成21年度に政令指定都市と東京都へ実施した調査では、1校あたりの年間英語予算額が、港区では586万円であるのに対して、大阪市では12万円と約50倍の差があった。
またALTの雇用の際に自治体が直接雇用する場合と民間業者に委託する場合があるが、直接雇用する場合にJETプログラムを利用する場合がある。以前はJETプログラムを利用した直接雇用が主であった。JETプログラムでは、質的評価は安定しているものの、報酬が高いこと、交代要員の確保を自治体が行う必要が生じるため、民間業者と業務委託契約を結んだり、労働者派遣契約を結ぶことが増えてきた。業務委託契約の場合、学校側が人事管理をする必要が無いメリットもあるが、教師がALTへ直接指示することへの制約、ALTの質的問題、雇用条件、処遇などの問題でALTが次々と辞める事態も起きている。全国で約22,000ある小学校に適当な資格をもったALTを配置することはほとんど不可能だという意見もある。

## 諸外国での傾向

### 韓国
韓国では、1981年から特別活動において、国民学校4年以上で英語教育が導入され、1995年に施行された第6次教育課程で、「裁量時間」においても初等学校第5、第6学年にで実施されるようになった。1994年に韓国が世界貿易機関に参加したことをきっかけとした世界化政策により、英語教育の必修化が検討され、1995年には「世界化推進委員会」から韓国大統領に「初等学校における英語教育に関する報告書」が提出され、教育部が「初等学校における英語教科新設のための教育課程改善計画」を発表、1995年11月、1997年から初等学校第3学年以上での英語教育必修化が告示された。週時間数は第3学年から第6学年まで、いずれも2時間であったが、2000年から実施された第7次教育課程（「国民共通基本教育課程」）では初等学校での科目数が増加したことから、第3、第4学年では週1時間に減少したが、2008年12月の英語教育課程の改訂で第3、第4学年では週2時間、第5、第6学年では週3時間と増やすことが決定されている。初等学校英語の教育目標では音声言語教育を主として、興味と関心を持続させることが重要としており、第3学年では「聞くこと」「話すこと」、これに第4学年で「読むこと」、第5学年で「書くこと」が追加されている。初等学校での英語教育の担当は、2005年の統計によれば、学級担任が専任で行っている場合が約4割、全学年学級を専任教師が行っている場合が約3割となっている。11の国立教育大学と済州大学校教育大学で初等学校教員養成がおこなわれているが、早い場合は1990年代後半から初等学校英語担当教師の養成が始まった。2008年12月の英語教育課程改訂により、2010年3月からは、英語会話専門講師が配置されることとなっている。2006年1月に韓国政府から出された「第2次国家人的資源開発基本計画」（2006-2010年）で初等学校第1学年から試験的に英語教育を行う実験校が設けられ、その後約30％の初等学校で第1、第2学年での英語教育が開始された。早期英語教育により、家庭における教育費負担の増大が問題となっており、子弟への英語教育を目的とした家族での英語圏への移民や母子だけの留学増加が社会問題となっている。

### 中国
中国では文化大革命後の1978年、「全日制十年制中小学校英語教学大綱」が出され、重点学校では初級第3学年より英語教育を開始することとされたが、大部分の学校では実施されず、中国語をマスターできない年齢段階での英語導入への時期尚早論、教員不足の問題があった。その一方、英語教育の社会的ニーズが強い上海市などの大都市、経済発展地域である広東省では英語教育の実験が継続された。1993年施行教育課程基準では、教育条件が整備された地方では高学年で実施可能とされ、具体的な時期は地方の判断で行うこととなった。北京市では第4学年から実施する条件が整ったところから実施され、2001年には市街地のほぼ100%で実施、上海市では1999年に第3学年から必修教科として実施している。またこれらの大都市では第1学年から導入しているところも少なくない。2001年の中国のWTO加盟、2001年に北京オリンピック（2008年）開催が決定したことも背景として、2001年改訂の教育改訂基準に初等英語教育が必修科目として加わった。2001年改訂の教育改訂基準では第3学年から週4時間実施することとなっており、都市部を中心に2001年秋から実施され、農村部でも2002年秋から実施することとなった。第3学年からの実施は基本であり、先進地域で第1学年から実施することも可能となっており、遠隔地域の農村などで条件が整わない場合は、段階的に実施することが可能となっている。2005年時点で北京市、上海市、天津市では小学校第1学年からの英語教育が100%導入されており、全国の県の県庁所在地（農村部の中心都市）では第3学年以上からの英語教育が80％実施されている。その一方で、農村部の多くの小学校では条件が整わず、英語教育が実施されていない。農村部や少数民族地区の住民は一生英語を使わない場合もあり、資源の浪費であるという意見も出ている。これに対して教育部は、通信技術の進展、世界中とコミュニケーションを取るためには、英語は国民的資質として必要としている。小学校での教育目標は次の段階への基礎固めとしており、発音やイントネーションの基礎を作り、簡単なコミュニケーション能力の形成を行い、試験による評価は行わないものとなっている。英語教育は基本的に教科担任が担当しており、日本や韓国のように母語話者を積極的に採用するような施策は行っていない。。

### 人物
- 海外：エドワード・サピア、レナード・ブルームフィールド、デイビット・ヌナンなど。
- 日本：阿部一、石井隆之、伊藤健三、斎藤兆史、隈部直光、鳥飼玖美子、横瀬和治、若林俊輔など。

### 資格
- 英語検定 - 実用英語技能検定、TOEIC、TOEFL

### その他
- 英語 - 英語 (教科) - 英語学 - 英文学
- 語学教育研究所
- 教授言語
- 国際英語論
- 英語帝国主義
- 教科 - 教科教育学 - 言語教育 - 外国語教育 - 第二言語習得 - 第二言語習得の理論
- リスニングテスト
- 英米文化学会